# 黑嘴蒲桃
黑嘴蒲桃（学名：Syzygium bullockii）为桃金娘科蒲桃属的植物。分布在越南以及中国大陆的广东、广西、海南等地，常生长在平地次生林，目前尚未由人工引种栽培。